# Fischer Mihály
Fischer Mihály (Augsburg, ? - Elwangen, 1708. december 9.) jezsuita rendi pap.

## Élete
Augsburgból származott, 1659-ben Landsbergben lépett a rendbe; 1692-től 1702-ig Augsburgban, Regensburgban és Ambergben működött. Valószinűleg Magyarországon is megfordult és prédikált.

## Munkái
- Danck-Predigt wegen der Victori bei Centa (Zenta) in Ungarn. Regensburg, 1697.